# 국제개발협력위원회
국제개발협력위원회는 국제개발협력과 관련된 정부의 주요정책 및 기본계획 등을 심의하기 위하여 2006년에 설치된 국무총리실 소속의 심의위원회이다. 주요기능은 국제개발협력 정책, 제도, 추진계획, 평가 등을 심의하고 있다.

## 설치 근거
- 국제개발협력기본법 제7조, 시행령 제2조

## 위원회 구성
위원회는 위원장 1명 및 간사위원을 포함한 25명 이내의 위원으로 구성된다.
- 국제개발협력위원회의 위원장은 국무총리이고, 위원은 기획재정부장관, 외교통상부장관, 국무총리실장과 대통령령이 정하는 중앙행정기관 및 관계기관·단체의 장과 학식과 경험이 풍부한 자 중에서 위원장이 위촉하는 자로 한다.
- 간사위원은 국무총리실장이 되며, 위원회의 업무처리와 운영에 관하여 필요한 지원을 담당한다.

## 위원회 임무
국제개발협력에 관한 정책이 종합적·체계적으로 추진될 수 있도록 다음 각 호의 사항을 심의·조정한다.
1. 국제개발협력 기본계획 및 분야별 연간종합시행계획
2. 국제개발협력의 평가에 관한 사항
3. 국제개발협력과 관련된 정책 중 정부 차원의 조정이 필요한 사항
4. 그 밖에 위원장이 중요하다고 판단하여 부의하는 사항

## 활동실적
- 2010년 DAC 가입을 결정 (2009년 11월 25일 정식 가입)
- ODA 중기확대 목표 추진(GNI대비 ODA비율 2012년 0.15%, 2015년 0.25%)
- ODA 선진화 추진계획(통합평가, 기본계획 및 통합 CAS, 비구속성 원조비율제고)
- 범정부적 ODA 홍보전략 추진 의결